# Mike Bickle
Michael Leroy Bickle, genannt Mike Bickle, (* 17. Juli 1955) ist ein US-amerikanischer evangelikaler und charismatischer Prediger. Er war Gründer und viele Jahre Direktor des International House of Prayer in Kansas City (IHOPKC), Missouri, eine der bekanntesten christlichen Organisationen der Dauergebetsbewegung. Seit dem 19. September 1999 werden hier durchgehend rund um die Uhr mit wechselnden Teams Gebets- und Anbetungssessions durchgeführt, an dem bis zu 2000 Personen beteiligt sind. Wegen schwerwiegenden Vorwürfen von langjährigem sexuellem und geistlichem Missbrauch trennte sich der Vorstand des IHOPKC von ihm im Dezember 2023.

## Leben und Wirken
Bickle nahm 1971 den christlichen Glauben an, nachdem ihm der Quarterback Roger Staubach von den Dallas Cowboys seine persönliche Glaubensgeschichte erzählt hatte. Im Februar 1972 erfuhr er die Kraft des Heiligen Geistes im Evangel Temple der Assemblies of God in Kansas City, aber seine presbyterianischen Jugendgruppenleiter überzeugten ihn, dass dies eine dämonische Erfahrung gewesen sei, und er wurde vorübergehend zum Anticharismatiker. Er wurde Pastor einer kleinen Gemeinde in Rosebud in Missouri, wo er erneut charismatische Erfahrungen machte, und ab 1979 Pastor in St. Louis. Ab 1982 war er Pastor der Kansas City Fellowship (heute: Metro Christian Fellowship), wo er durch Bob Jones in enge Verbindung mit den Kansas City Prophets kam und deren prophetischen Dienst kennen und schätzen lernte.
Bickles Lehre betont das Wachstum in Leidenschaft für Jesus durch die Nähe zu Gott. Er war 1999 Gründer der International House of Prayer University, die eine Bibelschule, eine Musikschule und eine Medienschule umfasst. Bis zu ungefähr 2.000 Personen sind als Studenten, Mitarbeiter und Freiwillige am andauernden Gebet beteiligt. Neben seinen Tätigkeiten als Direktor des IHOPKC und als Sprecher an den IHOP-Konferenzen bis 2023 ist Bickle Präsident der Forerunner School of Ministry (FSM), einer in Kansas City ansässigen Bibelschule.

## Rücktritt aufgrund von sexuellen Missbrauchsvorwürfen im Dezember 2023
Aufgrund von gravierenden Missbrauchsvorwürfen trennte sich der Vorstand des International House of Prayer von Bickle im Dezember 2023. Am 8. Februar 2024 wurde auf der Website von IHOPKC eine Mitteilung publiziert, worin bestätigt wurde, dass Bickle zwei Frauen sexuell missbraucht und bis am 20. Oktober 2023 zu Unrecht eine Plattform zum Predigen bei IHOPKC erhalten habe. Am 7. März 2024 veröffentlichte der Vorstand von IHOPKC eine Erklärung zu den Anschuldigungen gegen Bickle. Dabei wurden die Aussagen von drei Missbrauchsopfer für glaubhaft erachtet, in einem Fall habe Bickle die Aussage nicht abgestritten und einige Vorwürfe habe er generell als unangemessenes Verhalten (englisch: inappropriate behavior) zugegeben, ohne jedoch konkrete, detaillierte Angaben zu den Missbrauchsvorwürfen zu machen. Eine von IHOPKC mit Untersuchungen beauftragte Anwaltskanzlei konnte einige Anschuldigungen im Jahr 2024 ebenfalls bestätigen.
Laut einem Bericht vom 3. Februar 2025 der Organisation Firefly Independent Sexual Abuse Investigations und nachgesichtet von Tikkun Global wurden 6.000 Dokumente gesichtet und 210 Personen befragt. Es sollen 17 Frauen, davon zwei Minderjährige, identifiziert worden sein, die seit Mitte der Siebzigerjahren von Bickle zu unfreiwilligen sexuellen Handlungen, sexuellem und geistlichem Missbrauch gedrängt oder gezwungen worden seien. Er soll dabei die Personen isoliert und seine überlegene Position als Pastor und Arbeitgeber gegenüber diesen Frauen ausgenutzt haben.

## Veröffentlichungen (Auswahl)
Mike Bickle ist Autor von mehreren Büchern mit folgenden Titeln:
- Passion for Jesus: Perfecting Extravagant Love for God, 1994, ISBN 0-88419-258-X; neuer Untertitel: Cultivating Extravagant Love for God, 2007, ISBN 978-1-59979-060-2.
- Growing in the Prophetic, 1996 und 2008, ISBN 978-1-59979-312-2.
- The Pleasures of Loving God, 2000, ISBN 0-88419-662-3.
- After God's Own Heart, 2003, ISBN 1-59185-230-7.
- mit Jennifer Ashley, Mark Driscoll, Mike Howerton: The Relevant Church: A New Vision For Communities Of Faith, Relevant Media Group, 2004, ISBN 978-0-97469-424-5.
- mit Dana Candler: The Rewards of Fasting: Experiencing the Emotions and Power of God, 2005, ISBN 0-9776738-1-2.
- mit Deborah Hiebert: The Seven Longings of the Heart, 2006, ISBN 0-9776738-4-7.
- Loving God, 2007, ISBN 978-1-59979-175-3.
- Growing in Prayer: A Real-Life Guide to Talking with God, Charisma House, Lake Mary, Florida, ISBN 978-1-62136-046-9; Realms Fiction 2008, ISBN 978-1-59979-312-2.
- Prayers to Strengthen Your Inner Man, Forerunner Books, 2009, ISBN 978-0-98232-621-3.
- Praying the Bible: The Book of Prayers, Chosen Books, 2016, ISBN 978-0-80079-803-1.

### Übersetzungen in die deutsche Sprache
- Die weltweit wachsende Krise: und Gottes Antwort darauf, Asaph Verlag, Kreuzlingen 2019, ISBN 978-3-95459-028-5.
- Das Buch der Offenbarung. Ein Studienführer von Mike Bickle, Asaph und Fontis, Basel 2016, ISBN 978-3-95459-011-7.
- Im Gebet wachsen. Ein praktisches Handbuch für das Reden mit Gott, Asaph und Fontis, Basel 2015, ISBN 978-3-94018-893-9.
- Der prophetische Dienst: Wie Gott ihn sich gedacht hat, Asaph, Kreuzlingen 2010, ISBN 978-3-94018-812-0; Fontis, Basel 2017.
- Weil er mich liebt. 365 Andachten für jeden Tag, Asaph Verlag, Kreuzlingen 2008, ISBN 978-3-94018-804-5.
- Der Lohn des Fastens. Die Kraft und die Liebe Gottes erfahren, Inspired Media, 2008, ISBN 978-3-9523000-5-3.
- Wonach wir uns sehnen. Wie Gott die tiefsten Bedürfnisse unseres Herzens stillt, Inspired Media, 2007, ISBN 978-3-9523000-2-2.
- Leidenschaft für Jesus, 1. Auflage 1994, 2. Auflage 2006, ISBN 978-3-935703-72-7.
- Seine Verborgene Nähe. Unsere Reise in die Tiefen des Herzen Gottes, 2005, ISBN 978-3-9523000-1-5.
- Seine Liebe zur Braut. Vollmacht im Gebet durch innige Beziehung zu Jesus, 2005, ISBN 978-3-9523000-0-8.
- Alles an ihm ist liebenswert. Ein Bibelstudium zum Hohelied, Kapitel 5,2 bis 8, 2005, ISBN 978-3-935703-57-4.
- Den meine Seele liebt. Ein Bibelstudium zum Hohelied, Kapitel 1 - 5,1, 2004, ISBN 978-3-935703-25-3.
- Nach dem Herzen Gottes. Davids Geheimnis: eine verzehrende Leidenschaft für Gott, Asaph 2004 und Fontis Basel 2014, ISBN 978-3-935703-48-2.
- Verliebt in dich. Die romantischen Krieger der Endzeit, 2001, ISBN 978-3-935703-51-2.
- Bereitet den Weg. Zwölf Meilensteine für die Gemeinde der Zukunft, 2000, ISBN 3-9807415-0-8.
- Prophetie oder Profilneurose. Wie die Gabe der Prophetie in unseren Gemeinden reifen kann, ISBN 3-89490-107-1.